# 제임스 마셜 (배우)
제임스 마셜(James Marshall, 1967년 2월 2일 ~ )은 미국의 배우이다.

## 출연 작품

### 영화
- 글레디에이터
- 어 퓨 굿 맨

### 드라마
- 트윈 픽스